# 木村信也
木村 信也（きむら しんや、1969年 - ）は、日本の撮影監督。東京都出身。

## 来歴
柴崎幸三、山本英夫に師事。『冷たい熱帯魚』で三浦賞を受賞した。

## 主な撮影作品

### 映画
撮影助手
- Shall we ダンス? （1996年）
- 御法度 （1999年）
- ジュブナイル （2000年）
- ホワイトアウト （2000年）
- 非・バランス （2001年）
- 天国から来た男たち （2001年）
- RED SHADOW 赤影 （2001年）
- 殺し屋1 （2001年）
- 明日があるさ THE MOVIE （2002年）
- レディ・ジョーカー （2004年）

撮影
- キトキト! （2007年）
- ユメ十夜『第五夜』（2007年）
- Sadistic Mica Band （2007年） - 音楽ドキュメンタリー
- 幽霊VS宇宙人 GREAT『略奪愛』（2008年）
- インスタント沼 （2009年）
- 非女子図鑑『占いタマエ!』（2009年） - 兼照明
- かずら （2010年）
- ボーイズ・オン・ザ・ラン （2010年）
- ヒーローショー （2010年）
- 裁判長!ここは懲役4年でどうすか （2010年）
- 冷たい熱帯魚 （2011年）
- 黄金を抱いて翔べ （2012年）
- 旅立ちの島唄 十五の春 （2013年）
- Seventh Code（2014年）
- インザヒーロー（2014年）
- グレイトフルデッド（2014年）
- ラブ&ピース (2015年)
- at home（2015年）
- 黒崎くんの言いなりになんてならない（2016年）
- バースデーカード（2016年）
- 兄に愛されすぎて困ってます（2017年）
- OVER DRIVE (2018年)
- ニセコイ（2018年）
- Red（2020年）
- 貴族降臨　PRINCE OF LEGEND「2020年）
- 総理の夫（2021年）

### テレビドラマ
- 熱海の捜査官 （2010年7月30日 - 、テレビ朝日）
- ヒトリシズカ （2012年10月21日 - 、WOWOW）[3]
- この世で俺/僕だけ （2013年3月31日、BSジャパン）
- 殺しの女王蜂（2014 、テレビ東京）
- 硝子の葦（2015、WOWOW）
- 煙霞（2015、WOWOW）
- 黒崎くんの言いなりになんてならない（2015、日本テレビ）
- 奇跡の人（2016、NHK BS）
- FAKE MOTION〜卓球の王将〜（2020 日本テレビ）
- 貴族誕生（2020 日本テレビ）
- FAKE MOTION〜たったひとつの願い〜（2021 日本テレビ）